# Santa Teresita
För andra betydelser, se Santa Teresita (olika betydelser).
Santa Teresita (Bayan ng Santa Teresita) är en kommun i Filippinerna. Kommunen ligger på ön Luzon, och tillhör provinsen Batangas. Folkmängden uppgår till 17 415 invånare.

## Barangayer
Santa Teresita är indelat i 17 barangayer.
| - Antipolo - Bihis - Burol - Calayaan - Calumala - Cuta East - Cutang Cawayan - Irukan - Pacifico | - Poblacion I - Saimsim - Sampa - Sinipian - Tambo Ibaba - Tambo Ilaya - Poblacion II - Poblacion III |